# Моркар
Моркар (давньоангл. Mōrcǣr) (? - 1087) - син Ельфгара графа Мерсії і брат Едвіна графа Мерсії. Моркар був графом Нортумбрії з 1065 до 1066, коли Вільгельм Завойовник поставив на цю посаду Копсі.
У 1065 році нортумбрійці повстали проти свого графа Тостіга. За наказом короля, Тостіг був оголошений поза законом, а графом Нортумбрії був призначений Моркар. У 1066 Тостіг з військом вдерся до Мерсії та намагався просунутись далі на південь, але був відбитий силами Едвіна і Моркара та примушений до втечі. Пізніше того самого року він повернувся до Нортумбрії з армією короля Норвегії Гаральда. Моркар і Едвін вчинили значний опір і завдали нападникам серйозних втрат, але зазнали жорстокої поразки в битві при Фулфорді.
Після смерті короля Гарольда у битві при Гастінгсі, Едвін і Моркар були головними прихильниками обраного королем Едгара Етелінга, але не змогли вжити ефективних заходів проти вторгнення норманів і незабаром присягнули герцогу Вільгельму.
У 1068 році Едвін і Моркар намагались підняти проти норманів повстання в Мерсії, але незабаром були змушені знов підкорились Вільгельму. Хоча братів було помилувано, на початку 1071 року вони знову підняли повстання проти норманнів. Едвіна незабаром зрадили та вбили власні помічники, а Моркар взяв активну участь у повстанні, розпочатому абатом Ілі і тактично організованому Херевардом. Коли нормани змогли захопити острів, Моркара було схоплено. Він залишався в ув'язені до смерті Вільгельма у 1087 році, коли той перед смертю наказав звільнити усіх полонених. Після короткого часу, проведеного на волі, Моркар знову потрапив до в'язниці, цього разу за наказом Вільгельма Рудого, де й помер у неволі.